# Pedro V av Kongo (död 1779)
Pedro V av Kongo, död 1779, var kung av Kongo mellan 1763 och 1764.